# Canton de Pont-d'Ain
Le canton de Pont-d'Ain est une circonscription électorale française située dans le département de l'Ain en région Auvergne-Rhône-Alpes.
À la suite du redécoupage cantonal de 2014, les limites territoriales du canton sont remaniées. Le nombre de communes du canton passe de 11 à 24.

## Géographie
Ce canton est organisé autour de Pont-d'Ain dans l'arrondissement de Bourg-en-Bresse. Son altitude varie de 222 m (Priay) à 556 m (Saint-Martin-du-Mont) pour une altitude moyenne de 282 m.

## Histoire
- Le canton de Pont-d'Ain a été créé en 1801[2].

Un nouveau découpage territorial de l'Ain entre en vigueur à l'occasion des élections départementales de mars 2015, défini par le décret du 13 février 2014, en application des lois du 17 mai 2013 (loi organique 2013-402 et loi 2013-403). Les conseillers départementaux sont, à compter de ces élections, élus au scrutin majoritaire binominal mixte. Les électeurs de chaque canton élisent au Conseil départemental, nouvelle appellation du Conseil général, deux membres de sexe différent, qui se présentent en binôme de candidats. Les conseillers départementaux sont élus pour six ans au scrutin binominal majoritaire à deux tours, l'accès au second tour nécessitant 12,5 % des inscrits au premier tour. En outre la totalité des conseillers départementaux est renouvelée. Ce nouveau mode de scrutin nécessite un redécoupage des cantons dont le nombre est divisé par deux avec arrondi à l'unité impaire supérieure si ce nombre n'est pas entier impair, assorti de conditions de seuils minimaux. Dans l'Ain, le nombre de cantons passe ainsi de 43 à 23. Le nombre de communes du canton de Pont-d'Ain passe de 11 à 24.
Le nouveau canton de Pont-d'Ain est formé de communes des anciens cantons de Izernore (10 communes), de Poncin (9 communes), de Oyonnax-Nord (1 commune) et de Pont-d'Ain (4 communes). 
Avec ce redécoupage administratif, le territoire du canton s'affranchit des limites d'arrondissements, avec 20 communes incluses dans l'arrondissement de Nantua et 4 dans l'arrondissement de Bourg-en-Bresse. Le bureau centralisateur est situé à Pont-d'Ain.
- De 1833 à 1848, les cantons de Pont-d'Ain et de Ceyzériat avaient le même conseiller général. Le nombre de conseillers généraux était limité à 30 par département[7].

## Représentation

### Conseillers départementaux depuis 2015
| Période élective | Période élective | Mandat | Mandat   | Identité               | Nuance | Nuance | Qualité                                                            |
| ---------------- | ---------------- | ------ | -------- | ---------------------- | ------ | ------ | ------------------------------------------------------------------ |
| 2015             | 2021             | 2015   | 2021     | Damien Abad            |        | LR     | Député (2012-2024), Président du conseil départemental (2015-2017) |
| 2015             | 2021             | 2015   | 2021     | Marie-Christine Chapel |        | DVD    | Maire de Boyeux-Saint-Jérôme                                       |
| 2021             | 2028             | 2021   | en cours | Damien Abad            |        | DVD    | Conseiller sortant                                                 |
| 2021             | 2028             | 2021   | en cours | Marie-Christine Chapel |        | DVD    | Conseillère sortante                                               |

#### Élections de mars 2015
À l'issue du premier tour des élections départementales de 2015, trois binômes sont en ballotage : Damien Abad et Marie-Christine Chapel (Union de la Droite, 38,72 %), Richard Kuta et Annick Veillerot (FN, 28,44 %) et Anne Bollache et Mario Borroni (Union de la Gauche, 26,36 %). Le taux de participation est de 54,22 % (8 025 votants sur 14 802 inscrits) contre 48,99 % au niveau départemental et 50,17 % au niveau national.
Au second tour, Damien Abad et Marie-Christine Chapel (Union de la Droite) sont élus avec 43,67 % des suffrages exprimés et un taux de participation de 55,91 % (3 538 voix pour 8 274 votants et 14 800 inscrits).

#### Élections de juin 2021
Le premier tour des élections départementales de 2021 est marqué par un très faible taux de participation (33,26 % au niveau national). Dans le canton de Pont-d'Ain, ce taux de participation est de 36,29 % (5 650 votants sur 15 570 inscrits) contre 31,48 % au niveau départemental. À l'issue de ce premier tour, le binôme constitué de Damien Abad et Marie-Christine Chapel (Union au centre et à droite), est élu avec 78,99 % des suffrages exprimés.
Damien Abad a quitté LR.

### Période antérieure à 2015

#### Conseillers généraux de 1833 à 2015
| Période         | Période      | Identité                               | Étiquette     | Qualité |
| --------------- | ------------ | -------------------------------------- | ------------- | --- |
| 1833            | 1871         | Jean-Jacques Durand de Chiloup         |               | Ancien lieutenant de cavalerie Colonel de gendarmerie Maire de Bourg-en-Bresse (1816-1830) Président du Conseil Général Propriétaire à Saint-Martin-du-Mont |
| 1871            | 1877         | Louis Marie Clément Moyret (1835-1914) | Droite        | Magistrat à Nantua puis avocat à Bourg |
| 1877            | 1882 (décès) | Jean-Eugène Chambaud                   | Républicain   | Imprimeur à Bourg-en-Bresse Rédacteur du Progrès de l'Ain                                                                                                   |
| 1882            | 1883         | Albert Nicollet                        | Républicain   | Propriétaire à Pont-d'Ain |
| 1883            | 1901         | Étienne Goujon                         | Républicain   | Médecin Maire du XIIe arrondissement de Paris Sénateur de l'Ain (1885) Président du Conseil Général (1889-1892)                                             |
| 1901            | 1914 (décès) | Pierre Goujon Fils d'Étienne Goujon    | Rad.          | Avocat à la Cour d'appel de Paris Député de l'Ain (1910-1914), Mort pour la France                                                                          |
| 1914            | 1919         | siège vacant                           |               | |
| 1919            | 1925         | Ernest Hubert                          |               | Médecin |
| 1925            | 1940         | Laurent Ferrand                        | Rad.          | Notaire - Maire de Priay, conseiller d'arrondissement |
|                 |              |                                        |               | |
| 1942            | 1945         | Pierre Secrétain                       |               | Entrepreneur (moulages en ciment) Maire de Pont-d'Ain Nommé conseiller départemental en 1942                                                                |
|                 |              |                                        |               | |
| 1945            | 1953 (décès) | Laurent Ferrand                        | Rad.          | Notaire - Maire de Priay |
| 1953            | 1970 (décès) | Lucien Favellet (1896-1970)            | DVG puis SFIO | Maire de Varambon |
| 11 octobre 1970 | 1992         | Jacques Boyon                          | UDR puis RPR  | Conseiller maître à la Cour des comptes Maire de Pont-d'Ain (1995-2001) Député (1978-1981 et 1986-1997) Président du Conseil Général (1984-1992)            |
| 1992            | 2015         | Serge Fondraz                          | DVG           | Chef d'entreprise Maire de Certines jusqu'en 2008 |

#### Conseillers d'arrondissement (de 1833 à 1940)
| Période                                  | Période      | Identité                                   | Étiquette           | Qualité |
| ---------------------------------------- | ------------ | ------------------------------------------ | ------------------- | --- |
| 1833                                     | 1836         | Auguste Decroso (1788-1872)                |                     | Notaire royal, maire de Pont-d'Ain                                                                          |
| 1836                                     | 1839         | Balthazard Augustin Hubert de Saint-Didier |                     | Propriétaire rentier, maire de Priay                                                                        |
| 1839                                     | 1848         | Auguste Decroso                            |                     | Ancien notaire à Pont-d'Ain                                                                                 |
| 1848                                     | 1869 (décès) | Jean-Charles-Bon Moyret (1790-1869)        |                     | Capitaine au 57e régiment d'infanterie puis juge de paix du canton de Pont-d'Ain, maire de Poncin           |
| 1869                                     | 1895         | Claude-Joseph Bollet (1837-1900)           | Républicain         | Propriétaire, maire de Saint-Martin-du-Mont                                                                 |
| 1895                                     | 1922         | Claude Cruiziat                            | Républicain Radical | Cultivateur, maire de Druillat                                                                              |
| 1922                                     | 1925         | Laurent Ferrand                            | Radical             | Notaire à Priay                                                                                             |
| 1925                                     | 1926 (décès) | Claude Troccon (1863-1926)                 | Radical             | Adjoint au maire de Neuville-sur-Ain                                                                        |
| 6 février 1927                           | 1937         | Claude-Henri Blatrix                       | Radical             | Maire de Saint-Martin-du-Mont                                                                               |
| 1937                                     | 1940         | Eugène Léon (1881-1954)                    |                     | Cultivateur, maire de Druillat                                                                              |
| 1940                                     |              |                                            |                     | Les conseils d'arrondissement ont été suspendus par la loi du 12 octobre 1940 et n'ont jamais été réactivés |
| Les données manquantes sont à compléter. |              |                                            |                     | |

Source : Journal Le Courrier de l'Ain sur le site des archives départementales.

## Composition

Localisation du canton dans l'Ain avant 2015.

### Composition avant 2015
Le canton de Pont-d'Ain regroupait onze communes.
| Nom                    | Code Insee | Codepostal | Superficie (km2) | Population (dernière pop. légale) | Densité (hab./km2) |
| ---------------------- | ---------- | ---------- | ---------------- | --------------------------------- | ------------------ |
| Pont-d'Ain (chef-lieu) | 01304      | 01160      | 11,22            | 2 668 (2012)                      | 238                |
| Certines               | 01069      | 01240      | 15,92            | 1 443 (2012)                      | 91                 |
| Dompierre-sur-Veyle    | 01145      | 01240      | 29,10            | 1 192 (2012)                      | 41                 |
| Druillat               | 01151      | 01160      | 20,72            | 1 153 (2012)                      | 56                 |
| Journans               | 01197      | 01250      | 2,43             | 341 (2012)                        | 140                |
| Neuville-sur-Ain       | 01273      | 01160      | 19,79            | 1 595 (2012)                      | 81                 |
| Priay                  | 01314      | 01160      | 15,77            | 1 553 (2012)                      | 98                 |
| Saint-Martin-du-Mont   | 01374      | 01160      | 28,09            | 1 699 (2012)                      | 60                 |
| Tossiat                | 01422      | 01250      | 10,17            | 1 371 (2012)                      | 135                |
| La Tranclière          | 01425      | 01160      | 14,75            | 302 (2012)                        | 20                 |
| Varambon               | 01430      | 01160      | 7,99             | 522 (2012)                        | 65                 |

### Composition à partir de 2015
Le nouveau canton de Pont-d'Ain comprend vingt-quatre communes entières.
| Nom                                | Code Insee | Intercommunalité                   | Superficie (km2) | Population (dernière pop. légale) | Densité (hab./km2) | Modifier                                    |
| ---------------------------------- | ---------- | ---------------------------------- | ---------------- | --------------------------------- | ------------------ | ------------------------------------------- |
| Pont-d'Ain (bureau centralisateur) | 01304      | CC Rives de l'Ain - Pays du Cerdon | 11,22            | 2 862 (2022)                      | 255                | modifier les données · modifier les données |
| Bolozon                            | 01051      | CA Haut-Bugey Agglomération        | 4,92             | 99 (2022)                         | 20                 | modifier les données · modifier les données |
| Boyeux-Saint-Jérôme                | 01056      | CC Rives de l'Ain - Pays du Cerdon | 16,94            | 362 (2022)                        | 21                 | modifier les données · modifier les données |
| Ceignes                            | 01067      | CA Haut-Bugey Agglomération        | 10,01            | 263 (2022)                        | 26                 | modifier les données · modifier les données |
| Cerdon                             | 01068      | CC Rives de l'Ain - Pays du Cerdon | 12,30            | 755 (2022)                        | 61                 | modifier les données · modifier les données |
| Challes-la-Montagne                | 01077      | CC Rives de l'Ain - Pays du Cerdon | 7,65             | 185 (2022)                        | 24                 | modifier les données · modifier les données |
| Dortan                             | 01148      | CA Haut-Bugey Agglomération        | 18,11            | 2 013 (2022)                      | 111                | modifier les données · modifier les données |
| Izernore                           | 01192      | CA Haut-Bugey Agglomération        | 20,86            | 2 262 (2022)                      | 108                | modifier les données · modifier les données |
| Jujurieux                          | 01199      | CC Rives de l'Ain - Pays du Cerdon | 15,39            | 2 209 (2022)                      | 144                | modifier les données · modifier les données |
| Labalme                            | 01200      | CC Rives de l'Ain - Pays du Cerdon | 8,80             | 207 (2022)                        | 24                 | modifier les données · modifier les données |
| Leyssard                           | 01214      | CA Haut-Bugey Agglomération        | 9,13             | 163 (2022)                        | 18                 | modifier les données · modifier les données |
| Matafelon-Granges                  | 01240      | CA Haut-Bugey Agglomération        | 21,54            | 630 (2022)                        | 29                 | modifier les données · modifier les données |
| Mérignat                           | 01242      | CC Rives de l'Ain - Pays du Cerdon | 3,17             | 133 (2022)                        | 42                 | modifier les données · modifier les données |
| Neuville-sur-Ain                   | 01273      | CC Rives de l'Ain - Pays du Cerdon | 19,79            | 1 798 (2022)                      | 91                 | modifier les données · modifier les données |
| Nurieux-Volognat                   | 01267      | CA Haut-Bugey Agglomération        | 19,34            | 973 (2022)                        | 50                 | modifier les données · modifier les données |
| Peyriat                            | 01293      | CA Haut-Bugey Agglomération        | 5,96             | 150 (2022)                        | 25                 | modifier les données · modifier les données |
| Poncin                             | 01303      | CC Rives de l'Ain - Pays du Cerdon | 19,77            | 1 766 (2022)                      | 89                 | modifier les données · modifier les données |
| Priay                              | 01314      | CC Rives de l'Ain - Pays du Cerdon | 15,77            | 1 803 (2022)                      | 114                | modifier les données · modifier les données |
| Saint-Alban                        | 01331      | CC Rives de l'Ain - Pays du Cerdon | 8,08             | 195 (2022)                        | 24                 | modifier les données · modifier les données |
| Saint-Jean-le-Vieux                | 01363      | CC Rives de l'Ain - Pays du Cerdon | 15,33            | 1 799 (2022)                      | 117                | modifier les données · modifier les données |
| Samognat                           | 01392      | CA Haut-Bugey Agglomération        | 14,01            | 645 (2022)                        | 46                 | modifier les données · modifier les données |
| Serrières-sur-Ain                  | 01404      | CC Rives de l'Ain - Pays du Cerdon | 8,18             | 135 (2022)                        | 17                 | modifier les données · modifier les données |
| Sonthonnax-la-Montagne             | 01410      | CA Haut-Bugey Agglomération        | 14,14            | 287 (2022)                        | 20                 | modifier les données · modifier les données |
| Varambon                           | 01430      | CC Rives de l'Ain - Pays du Cerdon | 7,99             | 664 (2022)                        | 83                 | modifier les données · modifier les données |
| Canton de Pont-d'Ain               | 0116       |                                    | 308,40           | 22 358 (2022)                     | 72                 | modifier les données                        |

## Démographie

### Démographie avant 2015
| 1962  | 1968  | 1975  | 1982  | 1990  | 1999   | 2006   | 2011   | 2012   |
| ----- | ----- | ----- | ----- | ----- | ------ | ------ | ------ | ------ |
| 7 923 | 7 516 | 7 892 | 8 853 | 9 975 | 11 265 | 12 947 | 13 773 | 13 839 |

### Démographie depuis 2015
En 2022, le canton comptait 22 358 habitants, en évolution de +2,27 % par rapport à 2016 (Ain : +5,15 %, France hors Mayotte : +2,11 %).
| 2013   | 2018   | 2022   |
| ------ | ------ | ------ |
| 21 410 | 21 997 | 22 358 |